# Noé, Haute-Garonne
Noé är en kommun i departementet Haute-Garonne i regionen Occitanien i södra Frankrike. Kommunen ligger i kantonen Carbonne som tillhör arrondissementet Muret. År 2022 hade Noé 2 979 invånare.

## Befolkningsutveckling
Antalet invånare i kommunen Noé
Referens:INSEE